# Nam Tề Hòa Đế
Nam Tề Hòa Đế (chữ Hán: 南齊和帝; 488–502), tên húy là Tiêu Bảo Dung (giản thể: 萧宝融; phồn thể: 蕭寶融; bính âm: Xiāo Bǎoróng), tên tự Trí Chiêu (智昭), là hoàng đế cuối cùng của triều Nam Tề trong lịch sử Trung Quốc. Ông được các tướng Tiêu Dĩnh Trụ (蕭穎冑) và Tiêu Diễn đưa lên ngai vàng vào năm 501 để làm đối trọng với người anh cả là Tiêu Bảo Quyển hung bạo và độc đoán. Năm 502, khi Tiêu Bảo Quyển bị đánh bại và bị giết, Tiêu Diễn đã đoạt ngôi của nhà Tề, chấm dứt triều Nam Tề và mở đầu triều Lương. Ngay sau đó, cựu hoàng mới 14 tuổi bị Tiêu Diễn đưa đến cái chết.

## Thân thế
Tiêu Bảo Dung sinh năm 488, khi đó cha Tiêu Loan đang là Tây Xương hầu và là một quan chức cấp trung-cao dưới sự trị vì của Vũ Đế (em họ của Tiêu Loan). Mẹ của ông là chính thất của Tiêu Loan-Lưu Huệ Đoan (劉惠端), bà qua đời vào năm sau (489). Sau đó, Tiêu Loan đoạt lấy quyền lực và sát hại Tiêu Chiêu Nghiệp (cháu nội của Vũ Đế) trong một cuộc chính biến vào năm 494, và năm sau lại đoạt ngôi của Tiêu Chiêu Văn (em trai Tiêu Chiêu Nghiệp), trở thành Minh Đế. Khi đó, Tiêu Bảo Dung được phong làm Tùy quận vương. Năm 499 (sau khi Minh Đế qua đời vào năm 498), huynh trưởng Tiêu Bảo Quyển của Tiêu Bảo Dung, tức người kế vị, đã cải phong tước hiệu của ông thành Nam Khang vương. Một thời điểm nào đó từ 494 đến 499, Tiêu Bảo Dung đã kết hôn với Vương Thuấn Hoa, cháu nội của thừa tướng thời Nam Tề sơ là Vương Kiệm. Cũng trong năm 499, Tiêu Bảo Quyển đã ban cho Tiêu Bảo Dung chức thứ sử một châu quan trọng là Kinh Châu (荊州, nay là trung bộ và tây bộ Hồ Bắc), song quyền lực trên thực tế lại nằm trong tay các quan tham mưu, đặc biệt là Tiêu Dĩnh Trụ.

## Nổi loạn chống lại Tiêu Bảo Quyển
Tiêu Bảo Quyển là một vị vua độc đoán và bạo lực, thường xuyên xử tử các quan lại cấp cao vì cho rằng họ là mối đe dọa đối với quyền lực của ông ta. Vào mùa đông năm 500, ông ta xử tử thừa tướng Tiêu Ý (蕭懿), vì thế em trai của Tiêu Ý là Tiêu Diễn-thứ sử Ung Châu (雍州, nay là tây bắc bộ Hồ Bắc) đã tuyên bố nổi loạn từ trị sở Tương Dương (襄陽, nay thuộc Tương Dương, Hồ Bắc). Đáp lại, Tiêu Bảo Quyển cử tướng Lưu Sơn Dương (劉山陽) đến Kinh Châu, lệnh cho tướng này đến gặp Tiêu Dĩnh Trụ và sau đó tiến đánh Tương Dương. Tuy nhiên, Tiêu Diễn đã thuyết phục Tiêu Dĩnh Trụ rằng Lưu nhận được lệnh đánh cả Kinh Châu lẫn Ung Châu. Tiêu Dĩnh Trụ sau đó đã khiến Lưu Sơn Dương tin tưởng bằng cách xử tử sứ giả của Tiêu Diễn là Vương Thiên Hổ (王天虎), song lại đột nhiên sát hại Lưu và đoạt được đội quân của ông ta. Sau đó, Tiêu Dĩnh Trụ tuyên bố nổi dậy và ủng hộ Tiêu Bảo Dung làm lãnh đạo (trên danh nghĩa). Tiêu Dĩnh Trụ và Tiêu Bảo Dung vẫn ở tại Giang Lăng (江陵, nay thuộc Kinh Châu, Hồ Bắc), đô phủ của Kinh Châu và khi đó trở thành kinh đô lâm thời, còn Tiêu Diễn tiến về phía đông để giao chiến với quân của Tiêu Bảo Quyển. Đến mùa xuân năm 501, Tiêu Bảo Dung xưng đế (tức Hòa Đế), song quyền lực thực tế nằm trong tay Tiêu Dĩnh Trụ.
Chiến dịch tiến về phía đông của Tiêu Diễn ban đầu bế tắc tại Dĩnh Thành (郢城, nay thuộc Vũ Hán, Hồ Bắc), song đến mùa thu năm 501 Diễn đã chiếm được thành và tiếp tục tiến về phía đông. Tiêu Diễn nhanh chóng tiến quân đến kinh thành Kiến Khang và bao vây kinh thành. (Trong lúc bao vây Kiến Khang, Tiêu Dĩnh Trụ đã mắc bệnh rồi qua đời; từ lúc đó, Hòa Đế do Hạ Hầu Tường (夏侯詳) và Tiêu Đảm (蕭憺) kiểm soát, cả hai người này đều ủng hộ Tiêu Diễn. Quân của Tiêu Bảo Quyển do các tướng Vương Trân Quốc (王珍國) và Trương Tắc (張稷) chỉ huy ban đầu đã có thể thủ thành. Tuy nhiên, sau đó các thuộc hạ của Tiêu Bảo Quyến lại bẩm báo rằng họ tin việc Kiến Khang vẫn còn bị bao vây là do hai tướng Vương và Trân đã không tận lực chiến đấu, hai tướng trở nên sợ hãi nên đã ám sát Tiêu Bảo Quyển rồi đầu hàng.

## Sau khi đánh bại Tiêu Bảo Quyển
Sau khi chiến thắng Tiêu Bảo Quyển, Tiêu Diễn đã để mẹ của Tiêu Chiêu Nghiệp-Thái hậu Vương Bảo Minh làm người nhiếp chính trên danh nghĩa tại Kiến Khang và nắm quyền trên thực tế nhân danh bà. Tiêu Diễn đã buộc bà phải ban cho ông ta các tước hiệu dần cao hơn, bao gồm cả tước Lương Công và Lương vương, và ban cho ông ta cửu tích. Các anh em của Tiêu Bảo Dung dần dần đều bị sát hại, ngoại trừ Tấn An quận vương Tiêu Bảo Nghĩa (蕭寶義) do người này bị tàn tật, và Bà Dương vương Tiêu Bảo Dân do người này đã chạy trốn sang Bắc Ngụy. Đến cuối mùa xuân năm 502, Tiêu Đảm mới đưa Hòa Đế tiến về phía đông để đến kinh thành, song trước khi ông đến nơi, Tiêu Diễn đã buộc Hòa Đế ban chiếu chỉ nhường ngôi lại cho ông ta, chấm dứt triều Nam Tề và mở ra triều Lương. Chiếu chỉ được Vương Thái hậu xác nhận.
Tiêu Diễn (tức Lương Vũ Đế) ban đầu phong Tiêu Bảo Dung là Ba Lăng vương, ra lệnh để một phủ ở Cô Thục (姑孰, nay thuộc Mã An Sơn, An Huy) cho Tiêu Bảo Dung. Tuy nhiên, chỉ một ngày sau đó, theo lời khuyên của Thẩm Ước rằng Tiêu Bảo Dung sẽ là một mối đe dọa trong tương lại, Tiêu Diễn đã cử người đến buộc Tiêu Bảo Dung phải tự sát bằng rượu độc. Tiêu Bảo Dung từ chối tự sát, song tỏ ý rằng ông sẵn sàng để bị giết, và uống rượu cho say. Người do Tiêu Diễn cử đến là Trịnh Bá Cầm (鄭伯禽) sau đó đã giết chết ông. Ông được an táng theo nghi lễ hoàng đế.

## Hậu phi
- Hoàng hậu Vương Thuấn Hoa (王蕣華)